# Fabbriche di Vallico
Fabbriche di Vallico település Olaszországban, Toszkána régióban, Lucca megyében.  Fabbriche di Vallico Gallicano, Vergemoli, Pescaglia és Borgo a Mozzano községekkel határos.

## Népesség
A település lakossága az elmúlt években az alábbi módon változott:
 2014-ben egyesült Vergemolival Fabbriche di Vergemoli néven.